# Giovanni Reale
Giovanni Reale (Candia Lomellina, Pavía; 15 de abril de 1931-Luino, Provincia de Varese; 15 de octubre de 2014) fue un filósofo italiano.

## Biografía
Giovanni Reale se formó en la Universidad Católica del Sagrado Corazón de Milán donde obtuvo la titulación de catedrático de Historia de la Filosofía Antigua y más tarde el doctorado. Después estudió en Marburgo y en Múnich. Después de dedicarse a la enseñanza en el liceo, obtuvo la cátedra de Filosofía Moral y de Historia General de la Filosofía en la Universidad de Parma, donde fue profesor. Luego pasó a la Universidad Católica de Milán, donde fundó el Centro de Investigación en Metafísica «Centro di Ricerche di Metafisica». En 2005 pasó a enseñar en la facultad de Filosofía de la Universidad Vita-Salute San Raffaele de Milán, donde fundó otro Centro de investigación sobre Platón y el platonismo.
Falleció el 15 de octubre de 2014 en su casa de Luino.

## Obras publicadas en italiano
Reale tradujo al italiano muchas obras de Platón, Aristóteles, Plotino y Agustín de Hipona:
- Il concetto di filosofia prima e l'unità della Metafisica di Aristotele, Vita e Pensiero, Milán (1961) y luego Bompiani, Milán (2008).
- Introduzione a Aristotele, Laterza, Bari (1974).
- Storia della filosofia antica, 5 volumi, Vita e Pensiero, Milán (1975, luego reeditada en 10 volúmenes).
- Il pensiero occidentale dalle origini ad oggi, La Scuola, Brescia (1983).
- Per una nuova interpretazione di Platone, CUSL, Milán (1984) y luego Vita e Pensiero, Milán (2003).
- Introduzione a Introduzione a Proclo, Laterza, Bari (1989).
- Filosofia antica, Jaca Book, Milán (1992).
- Saggezza antica, Cortina, Milán (1995).
- Eros demone mediatore, Rizzoli, Milán (1997).
- Platone. Alla ricerca della sapienza segreta, Rizzoli, Milán (1997) y luego Bompiani, Milán (2005).
- Guida alla lettura della Metafisica di Aristotele, Laterza, Bari (1997).
- Raffaello: La "Disputa", Rusconi, Milán (1998).
- Corpo, anima e salute, Cortina, Milán (1999).
- Socrate. Alla scoperta della sapienza umana, Rizzoli, Milán (1999).
- Il pensiero antico, Vita e Pensiero, Milán (2001).
- La filosofia di Seneca come terapia dei mali dell'anima, Bompiani, Milán (2003).
- Radici culturali e spirituali dell'Europa, Cortina, Milán (2003).
- Storia della filosofia greca e romana, 10 volumi, Bompiani, Milán (2004).
- Valori dimenticati dell'Occidente, Bompiani, Milán (2004).
- L'arte di Riccardo Muti e la Musa platonica, Bompiani, Milán (2005).
- Come leggere Agostino, Bompiani, Milán (2005).
- Karol Wojtyla un pellegrino dell'assoluto, Bompiani, Milán (2005).
- Autotestimonianze e rimandi dei Dialoghi di Platone alle "Dottrine non scritte", Bompiani, Milán (2008).
- Storia del pensiero filosofico e scientifico, La Scuola, Brescia (2012).
- Cento anni di filosofia. Da Nietzsche ai nostri giorni, La Scuola, Brescia (2015).

### Ediciones en español
- Reale, Giovanni (1996). La sabiduría antigua (1ª edición). Barcelona: Herder Editorial. ISBN 9788425419829.
- Reale, Giovanni (2003). Por una nueva interpretación de Platón. Barcelona: Herder Editorial. ISBN 9788425421839.
- Reale, Giovanni (2005). Raíces culturales y espirituales de Europa (1ª edición). Barcelona: Herder Editorial. ISBN 9788425423796.
- Reale, Giovanni (2006). Eros, Demonio Mediador (1ª edición). Barcelona: Herder Editorial. ISBN 9788425423543.
- Giovanni Reale, Darío Antíseri (2007). Historia de la filosofía. Editorial San Pablo. ISBN 9789586928656.
- Reale, Giovanni (2007). Introducción a Aristóteles (Víctor Bazterrica, trad.) (1ª edición). Barcelona: Herder Editorial. p. 209. ISBN 9788425414886.
- Reale, Giovanni (2013). Guía de lectura de la «Metafísica» de Aristóteles (1ª edición). Barcelona: Herder Editorial. ISBN 9788425420894.

## Distinciones honoríficas
- Caballero Gran Cruz de la Orden al Mérito de la República Italiana (03/06/2011)[4]
- Premio Roncesvalles de la Universidad de Navarra
- Premio 'Pax Dantis' en 2014

### Honoris causa
- Academia Internacional de Filosofía de Liechtenstein
- Universidad Católica de Lublin
- Universidad del Estado de Moscú
- Universidad Ramon Llull de Barcelona en 2006[5]